# 眼鏡作製技能士
眼鏡作製技能士（がんきょうさくせいぎのうし）は、技能検定制度の一種で、公益社団法人日本眼鏡技術者協会が実施する、眼鏡作製に関する学科及び実技試験に合格した者をいう。

## 概要
職業能力開発促進法第47条第1項の規定に基づき眼鏡作製職種が2022年に設けられ、眼鏡作製技能士（1・2級）という国家検定ができた。公益社団法人日本眼鏡技術者協会は厚生労働大臣から眼鏡作製職種の試験機関に指定された。検定試験合格者は眼鏡作製技能士を名乗ることができる。他の技能士と同じく名称独占資格であり、合格せず名乗った者は法律で罰せられる。
眼鏡作製技能士の業務内容は、厚生労働省によると「眼鏡を必要とする顧客が視力補正用眼鏡等を選択し購入する際に、眼鏡店において行われる、視力の測定、レンズ加工、フレームのフィッティング等」であるとされている。